# The Rasmus
The Rasmus je finská alternativně rocková skupina založená v roce 1994. Do povědomí široké veřejnosti se dostali díky hitům jako např. „First Day of My Life“, „No Fear“ nebo „In the Shadows“.

## Vznik a vývoj skupiny
The Rasmus vznikli v roce 1994. Všichni tehdejší členové skupiny chodili ještě na střední školu, kde také společně vystoupili na školní besídce, tehdy ještě pod názvem Sputnik. Brzy se ovšem přejmenovali na Atilla a nakonec na Rasmus. Koncem roku 1995 vydali své první album Peep, měli přibližně 100 představení jak ve Finsku tak i v nedalekém Estonsku. Tato deska jim vynesla slávu po celé jejich zemi a z neznámých hudebníků se pomalu stávaly hvězdy.
Druhé CD Playboys vydala skupina v roce 1997 a stejně jako Peep se stalo ve Finsku opět zlatým. Skupina také vystoupila na festivalu na helsinském olympijském stadionu.
Roku 2000 se přejmenovali na dnešní The Rasmus. O rok později vydali CD Into, které bylo úspěšné už i v Německu a Dánsku. Poté se skupina společně s HIM a Roxette vydala na turné po celé severní Evropě.
Další album Dead Letters bylo úspěšné již celosvětově, v roce 2004 vyšlo i ve Spojených státech. Díky němu je The Rasmus ve světě nejznámější finskou hudební skupinou.
The Rasmus rozhodně nepatří mezi studiové kapely. Během své postupně rostoucí popularity odehráli velké množství koncertů. Předskakovali americkým Garbage, ale také Red Hot Chili Peppers.
V roce 2005 vydali další album, Hide from the Sun, z něhož pochází i hit „No Fear“. 16. listopadu 2005 poprvé koncertovali v Česku, a to v Praze.
V roce 2008 skupina vydala nové album Black Roses, se kterým následně v první polovině roku 2009 zahájila turné po Evropě. 20. února 2009 zahráli The Rasmus opět v Praze, a to ve sportovní hale Na Folimance.

## Diskografie

### Studiová alba
- Peep  (1996)
- Playboys (1997)
- Hell of a Tester (1998)
- Into (2001)
- Dead Letters (2003)
- Hide from the Sun (2005)
- Black Roses (2008)
- The Rasmus (2012)
- Dark Matters (2017)
- Rise (2022)
- Weirdo (2025)